# Baggy Pants and the Nitwits
Baggy Pants and the Nitwits (Charly Gato y los Papanatas en Hispanoamérica; Don Calzones y los Chalados en España) es una serie animada de 1977, producido por DePatie-Freleng Enterprises y transmitido por la NBC.

## Información general
Cada episodio de media hora contiene dos segmentos animados diferentes:
- Baggy Pants (Charly gato): es un gato  antropomorfo que tiene un traje, bigote y bastón a imagen y semejanza del icónico personaje Charlot, de Charlie Chaplin. Sus desventuras se recuerda a los de Chaplin, y no hay diálogos hablados en sus caricaturas.

- The Nitwits (Los Papanatas): se trata de un superhéroe anciano llamado Tyrone que ha venido de su retiro junto a su esposa Gladys. Estos dos personajes están basados en los que interpretaron Arte Johnson y Ruth Buzzi en el programa humorístico Rowan & Martin's Laugh-In, y las voces originales en inglés, son de los mismos actores.

Esta caricatura duró una temporada de 13 episodios y no ha sido realizado para home video.

## Lista de episodios
| N.º | Baggy Pants                 | Nitwits                           | Fecha de emisión         |
| --- | --------------------------- | --------------------------------- | ------------------------ |
| 1   | "Construction Caper"        | "Earthquake McBash"               | 10 de septiembre de 1977 |
| 2   | "Lost Dog"                  | "The Dynamic Energy Robber"       | 16 de septiembre de 1977 |
| 3   | "Hobo and Forgetful Freddy" | "Splish Splash"                   | 22 de septiembre de 1977 |
| 4   | "The Movie Man"             | "The Hopeless Diamond Caper"      | 28 de septiembre de 1977 |
| 5   | "Circus Circus"             | "The Evil Father Nature"          | 4 de octubre de 1977     |
| 6   | "The Painter's Helper"      | "Mercury Mike and his Jet Bike"   | 10 de octubre de 1977    |
| 7   | "Electric Girlfriend"       | "Rustle Hustle"                   | 16 de octubre de 1977    |
| 8   | "A Pressing Job"            | "False Face Filbert"              | 22 de octubre de 1977    |
| 9   | "A Haunting Experience"     | "Genie Meanie"                    | 28 de octubre de 1977    |
| 10  | "Horse Laff"                | "Chicken Lady"                    | 3 de noviembre de 1977   |
| 11  | "The Magician's Assistant"  | "Simple Simon and the Mad Pieman" | 9 de noviembre de 1977   |
| 12  | "The Frog"                  | "The Hole Thing!"                 | 15 de noviembre de 1977  |
| 13  | "Beach Fun"                 | "Ratman!"                         | 21 de noviembre de 1977  |